# Naďa Svozilová
Naďa Svozilová (1. srpna 1935 Praha – 27. ledna 2021) byla česká bohemistka, albanistka a balkanoložka.

## Život
Vystudovala bohemistiku a albanistiku na Karlově univerzitě, kde byli jejími profesory mj. Bohuslav Havránek a Vladimír Šmilauer. Po získání doktorátu filozofie (1968) a titulu kandidátky filologických věd (1966) nastoupila do Ústavu pro jazyk český ČSAV, kde pracovala nepřetržitě až do roku 2005. Byla členkou Jazykovědného sdružení České republiky.
Vedle péče o jazykovou kulturu češtiny (příspěvky do časopisů Naše řeč a Slovo a slovesnost, jazykové koutky v Českém rozhlase, sloupky v Literárních novinách, vydané v roce 2000 též knižně pod názvem Jak dnes píšeme / mluvíme a jak hřešíme proti dobré češtině) se dlouhodobě věnovala české lexikologii a lexikografii a gramatice.
Za Slovník slovesných, substantivních a adjektivních vazeb a spojení obdržela spolu s Hanou Prouzovou a Annou Jirsovou hlavní cenu Slovník roku 2006; kniha Slovesa pro praxi. Valenční slovník nejčastějších českých sloves získala v téže soutěži v roce 1998 čestné uznání.

### Vlastní tituly
- Jak dnes píšeme / mluvíme a jak hřešíme proti dobré češtině (jazykové sloupky z Literárních novin 1992–99) (H & H, Jinočany 2000), ISBN 80-86022-64-1

### Spoluautorství
- (et al.) Slovník spisovného jazyka českého (Academia, Praha 1960–1971, 2. vydání Academia, Praha 1989)
- (et al.) Slovník spisovné češtiny pro školu a veřejnost (Academia, Praha 1978, další vydání: Academia, Praha 1994, Academia, Praha 2003, Academia, Praha 2005, Academia, Praha 2006)
- (et al.) Větné vzorce v češtině (Academia, Praha 1981, 2. vydání Academia, Praha 1987)
- (et al.) Mluvnice češtiny 2 – Tvarosloví (Academia, Praha 1986)
- (s H. Prouzovou a A. Jirsovou) Slovesa pro praxi. Valenční slovník nejčastějších českých sloves (Academia, Praha 1997), ISBN 80-200-0618-4
- (s H. Prouzovou a A. Jirsovou) Slovník slovesných, substantivních a adjektivních vazeb a spojení (Academia, Praha 2005), ISBN 80-200-1310-5

### Výběr zčlánků
- (s Pavlem Novákem) O skloňování albánských a novořeckých vlastních jmen osobních v češtině in: Naše řeč 44, pp. 271–279 (1961)
- (se Zdeňkem Hlavsou) K povaze významu u zájmen in: Slovo a slovesnost 30, pp. 120–124 (1969)
- K vývoji pojetí funkce in: Slovo a slovesnost 49, pp. 64–71 (1988)